# Boreomysis tridens
Boreomysis tridens är en kräftdjursart som beskrevs av Georg Ossian Sars 1870. Boreomysis tridens ingår i släktet Boreomysis och familjen Mysidae. Arten är reproducerande i Sverige. Inga underarter finns listade i Catalogue of Life.